# Noyal-Pontivy
Noyal-Pontivy (bret. Noal-Pondi) – miejscowość i gmina we Francji, w regionie Bretania, w departamencie Morbihan.
Według danych na rok 1990 gminę zamieszkiwało 3155 osób, a gęstość zaludnienia wynosiła 59 osób/km² (wśród 1269 gmin Bretanii Noyal-Pontivy plasuje się na 165. miejscu pod względem liczby ludności, natomiast pod względem powierzchni na miejscu 60.).